# Ángela Ruiz Robles
Ángela Ruiz Robles (Villamanín, 28 de març de 1895 - Ferrol, 27 d'octubre de 1975) va ser una mestra, escriptora i inventora espanyola, precursora del que pot considerar-se el primer llibre electrònic de la història.

## Orígens
Nascuda a Villamanín (Lleó) el 1895, filla d'Elena Robles i Feliciano Ruiz, farmacèutic. Va realitzar els seus estudis superiors a l'Escola de Magisteri de Lleó, on va impartir les seves primeres classes de taquigrafia, mecanografia i comptabilitat mercantil entre 1915 i 1916. Va ser docent i directora de l'Escola de Gordón, a Lleó, el 1917. Va obtenir la plaça de mestra en un llogaret proper a Ferrol el 1918, Santa Uxía de Mandiá, on va ser fins al 1928. El 18 de desembre de 1925, rebé «una distinció especial pels seus indiscutibles mèrits en agraïment a la seva dedicació i l'atenció desinteressada» promoguda pels seus conveïns. El 1934 s'ocupà de la gerència de l'Escola Nacional de Nenes de l'Hospici, on realitzaria una important tasca. El 1945 és professora de l'Escola Obrera gratuïta. El 1948 ensenya taquigrafia, ortografia, gramàtica i mecanografia en el Col·legi Ibáñez Martín. El 1959 n'és directora fins a la seva jubilació.
Entre 1938 i 1946 escriu, imparteix conferències, edita i reedita la major part de la seva obra científica, un total de setze llibres. Els seus tres primers en són: Compendio de ortografía castellana, Ortografía castellana i Taquigrafía martiniana abreviada moderna. Aquesta darrera obra descriu un mètode taquigràfic sistemàtic i simplificat, basat en les vocals martinianes i que pot fer-se servir per a qualsevol llengua, inclosa l'esperanto. I és que Ángela Ruiz Robles és parlant d'aquesta llengua i en defensa l'ús com a llengua auxiliar internacional fins que el govern sorgit de la Guerra Civil el considerarà lligat a moviments perseguits pel règim i en particular l'anarquisme, fet que en desaconsellarà l'ús.
També imparteix classes a opositors de duanes, correus, telègrafs i per a l'ingrés en alts estudis mercantils en l'acadèmia per a adults de la seva propietat, Elmaca.

## Etapa com a inventora
Entre 1944 i 1949 realitza diversos projectes. El 1944, l'atles cientificogramatical, amb la finalitat de donar a conèixer l'estat espanyol, amb gramàtica, sintaxi, morfologia, ortografia i fonètica. Després, la màquina taquimecanogràfica.
El 1949, l'enciclopèdia mecànica, construïda al Parc d'Artilleria de Ferrol (La Corunya): ella mateixa en va dirigir els treballs. Patentada amb data de 7 de desembre de 1949, segons la patent núm. 190.698. Des del 2006, l'Enciclopèdia va formar part de l'Exposició del Museu Pedagògic de Galícia (MUPEGA) a Santiago de Compostel·la (La Corunya) fins al 4 de maig de 2012, en què va passar a l'Exposició permanent del Museu de Ciència i Tecnologia de La Corunya.

## Descripció de l'enciclopèdia mecànica
| «                                                                | (castellà) Abierta, consta de dos partes. En la de la izquierda lleva una serie de abecedarios automáticos, en todos los idiomas: con una ligerísima presión sobre un pulsador se presentan las letras que se deseen, formando palabras, frases, lección o tema y toda clase de escritos. En la parte superior de los abecedarios lleva a la derecha una bobina con toda clase de dibujo lineal, y en la de la izquierda otra con dibujo de adorno y figura. En la parte inferior de los abecedarios, un plástico para escribir, operar o dibujar. En la parte interior, un estuche para guardar asignaturas. En la parte de la derecha van las asignaturas, pasando por debajo de una lámina transparente e irrompible, pudiendo llevar la propiedad de aumentos, pueden ser estos libros luminosos e iluminados para poder leerlos sin luz. A la derecha e izquierda de la parte por donde pasan las materias lleva dos bobinas, donde se colocar los libros que se desee leer en cualquier idioma; por un movimiento de los misma van pasando todos los temas, haciendo las paradas que se quieran o queda recogido. Las bobinas son automáticas y puede desplazarse del estuche de la Enciclopedia y extenderse, quedando toda la asignatura a la vista; puede estar sobre una mesa (como los libros actuales) o perpendicular, facilitando comodidad al lector, evitando con ello gran número de esfuerzos intelectuales y físicos. Todas las piezas son recambiables. Cerrado, queda del tamaño de un libro corriente y de facilísimo manejo. Para autores y editores el coste de sus obras se aminora considerablemente, por no necesitar ni pasta ni encuadernado y queda impresa de una tirada, o cada una de sus parte (si consta de varias), resultando este procedimiento un bien general. | (català) Oberta, consta de dues parts. A la de l'esquerra porta una sèrie d'abecedaris automàtics, en tots els idiomes: amb una lleugeríssima pressió sobre un polsador es presenten les lletres que es desitgin, formant paraules, frases, lliçó o tema i tota mena d'escrits. A la part superior dels abecedaris porta a la dreta una bobina amb tota classe de dibuix lineal, i en la de l'esquerra una altra amb dibuix d'adorn i figura. A la part inferior dels abecedaris, un plàstic per escriure, operar o dibuixar. A la part interior, un estoig per guardar assignatures. A la part de la dreta van les assignatures, passant per sota d'una làmina transparent i irrompible, podent portar la propietat d'augments, poden ser aquests llibres lluminosos i il·luminats per poder llegir-los sense llum. A la dreta i esquerra de la part per on passen les matèries porta dues bobines, on col·locar els llibres que es desitgi llegir en qualsevol idioma; amb un moviment de les mateixes van passant tots els temes, fent les parades que es vulguin o queda recollit. Les bobines són automàtiques i pot desplaçar-se l'estoig de l'Enciclopèdia i estendre's, quedant tota l'assignatura a la vista; pot estar sobre una taula (com els llibres actuals) o perpendicular, facilitant comoditat al lector, evitant amb això gran nombre d'esforços intel·lectuals i físics. Totes les peces són recanviables. Tancat, queda de la mida d'un llibre corrent i de facilíssim maneig. Per autors i editors el cost de les seves obres es minora considerablement, per no necessitar ni pasta ni enquadernat i queda impresa d'una tirada, o cadascuna de les seves parts (si consta de diverses), resultant aquest procediment un bé general. | » |
| — Gaceta de la Actualidad Técnica. Any II, núm 14, setembre 1955 | | |   |

## Mort
Morí a Ferrol (La Corunya) el 27 d'octubre de 1975. «N'Ángela va ser una gran mestra, professora de moltes altres mestres. Una altra condició personalíssima de la seva vocació: la recerca, la inventiva premiada pel govern. La seva tasca docent pot ser citada com a orgull de l'estat; del seu esforç va sorgir l'Enciclopèdia Mecànica, la catalogació pràctica i assimilable dels signes, la didàctica de formar els idiomes que abans d'ella no es coneixien. Els seus desvetllaments per implantar els seus llibres, els seus mètodes, van ser moltes vegades frustracions. Queda l'exemple de la constància, del seu orgull per anomenar-se inventora, per ser mestra. El condol és extensiu a la població investigadora d'aquest país, perquè ha perdut una gran personalitat didàctica i exemplaríssima».
Està enterrada en el panteó familiar al cementiri de Serantes, Ferrol (La Corunya).

## Premis i reconeixements
La base fonamental del seu treball va radicar sempre en la seva necessitat vital d'innovar en els àmbits de la pedagogia i la didàctica. El 1947 per la seva tasca social i les seves innovacions pedagògiques rep la Creu d'Alfons X el Savi en reconeixement de la seva carrera professional; la imposició se'n va realitzar a l'Ajuntament de Ferrol (La Corunya) el 19 juliol de 1950. 1952: Medalla d'Or i Diploma en la 1a Exposició Nacional d'Inventors Espanyols. 1956 El Ministeri d'Educació Nacional li concedeix el Llaç de l'Orde d'Alfons X el Savi. 1957: Oscar a la invenció en la Fira Oficial i Nacional de Saragossa. 1958: Medalla de Bronze per les novetats pedagògiques en l'Exposició Internacional de Brussel·les. 1959: És nomenada gestora delegada dels inventors espanyols per la "Regió" de Galícia. 1963: Medalla de Plata en l'Exposició Internacional d'Invencions de Brussel·les. 1964: Diploma i Medalla en l'Exposició de Sevilla. 1968: Medalla de Ginebra als inventors espanyols. 1970: Exposició en el Saló de la Inventiva en el Palau de Cristall de Madrid. 1973: És nomenada cap provincial de la Federació Politècnica.

## Precursora del llibre digital
L'enciclopèdia mecànica era necessària segons les seves explicacions perquè: «alleugereix el pes de les carteres dels alumnes, fa més atractiu l'aprenentatge i adapta l'ensenyament al nivell de cada estudiant. Portàtil, que pesi poc, d'ús en casa i al col·legi, amb la possibilitat d'adaptar-se a alumnes de tots els nivells i als que tinguin problemes de visió. Dona suport a l'aprenentatge amb sons. Ensenya diversos idiomes. Facilita l'aprenentatge en la foscor incorporant llum. Dona suport perquè altres mestres hi afegeixin els seus propis materials i minorar costos». «Els llibres mecànics proporcionen moltíssims avantatges. El meu ha estat ideat per a tots els idiomes i facilita granment el treball a professors i alumnes. Ideovisual, respon al progrés del viure actual i compleix les lleis d'ensenyament general. Per la seva qualitat d'internacionalitat, facilita al món l'art d'ensenyar a professors, pedagogs, especialistes de l'ensenyament. És atractiva i pràctica. Es tracta d'una pedagogia ultramoderna que actua les realitats pedagògiques. Auxilia a la ciència de l'Ensenyament i crec que compleix les finalitats que m'he posat en idear-ho».
El 1970 a Brussel·les, el vicepresident per a Espanya, delegat oficial per a Amèrica Llatina i director de la revista Tècnica i Invenció, declara en la presentació de la recerca realitzada per un equip de científics durant set anys a la recerca d'invents espanyols: 
| « | En 20 siglos, tanto en España como en otras naciones, le aseguro que en ninguno de los numerosos centros de investigación que hemos consultado existía referencia alguna sobre ingenios de origen femenino. Creo que la situación no es solo española, porque tanto aquí como en el resto de los países la mujer significó bastante poco. La única inventora española es Doña Ángela Ruiz Robles miembro de la Orden de Alfonso X el Sabio y poseedora de numerosos premios nacionales e internacionales a la invención. Doña Ángela se encuentra representada en esta Exposición por tres ingenios verdaderamente importantes en lo que a la enseñanza se refiere: la máquina taquimecanográfica, un atlas lingüístico gramatical y la enciclopedia mecánica que ha sido aprobada por el Ministerio Educación y Ciencia para texto de enseñanza.” | » |

Traducció de la cita: "En 20 segles, tant a Espanya com en altres nacions, li asseguro que en cap dels nombrosos centres de recerca que hem consultat existia cap referència sobre enginys d'origen femení. Crec que la situació no és només espanyola, perquè tant aquí com a la resta dels països la dona va significar bastant poc. L'única inventora espanyola és Donya Ángela Ruiz Robles membre de l'Ordre d'Alfons X el Savi i posseïdora de nombrosos premis nacionals i internacionals a la invenció. Donya Ángela es troba representada en aquesta Exposició per tres enginys veritablement importants pel que fa a l'ensenyament es refereix: la màquina taquimecanográfica, un atles lingüístic gramatical i l'enciclopèdia mecànica que ha estat aprovada pel Ministeri Educació i Ciència per a text d'ensenyament."
| « | El 1970 rechazó una proposición en Washington de explotar sus patentes en EE.UU. porque quería que fuera desarrollada en su país, “porque Ferrol fue su cuna. El 1949 se adelantó a su tiempo preconizando la llegada de la nueva era de los libros electrónicos, podemos decir que el primer libro electrónico nació en Ferrol gracias ella. | » |

Traducció de la cita: "El 1970 va rebutjar una proposició a Washington d'explotar les seves patents als EUA perquè volia que fos desenvolupada al seu país, "perquè Ferrol va ser el seu bressol". El 1949 es va avançar al seu temps preconitzant l'arribada de la nova era dels llibres electrònics, podem dir que el primer llibre electrònic va néixer a Ferrol gràcies ella."
El 1998, l'Ajuntament de Ferrol, li rendeix un homenatge a tota la seva labor realitzada en el Col·legi Públic Ibáñez Martín, el seu últim lloc de treball.
Des del 2006 el Museu Pedagògic de Galícia (MUPEGA) a Santiago de Compostel·la, disposa de l'Enciclopèdia Mecànica per a la seva exposició, així com de la màquina mecanográfica que ella utilitzava.
Entre 2009 i 2010 l'Ajuntament de Ferrol, incorpora la seva vida en les publicacions A l'octubre de 2010-febrer 2011: l'enciclopèdia mecànica va formar part de la «Exposición Ex libris. Los libros de Galicia» en la Fundació Ciutat de la Cultura de Santiago de Compostel·la (La Corunya).
A l'octubre de 2011 la Universitat d'Informàtica de Granada li fa un homenatge com la precursora de l'i-book. El 29 de novembre de 2011 apareix al catàleg 200 anys de la promulgació de la Llei de patents a Espanya a l'apartat de dones, editat per Ministeri d'Indústria.
El 2012 apareix en la Cronologia de l'edició digital: 100 anys d'evolució tecnològica de la Inventiva Internacional en qualitat d'Enginyer en Inventiva i Recerca Científica.
El 2013 els ministeris d'Economia i Competitivitat i el d'Educació, Cultura i Esport editaren: Ángela Ruiz Robles i la invención del libro mecánico. En la publicació s'integren les patents de 1949 i 1962 que Ángela Ruíz Robles va presentar del seu «procediment mecànic, elèctric i a pressió d'aire per a la lectura de llibres» i de l'enciclopèdia mecànica. La monografia compta amb un annex amb imatges dels prototips.
En aquest mateix any la comunitat científica informàtica, agrupada en la Societat Científica Informàtica d'Espanya (SCIE) i al Congrés Nacional d'Informàtica (CEDI) en la seva convocatòria d'una nova edició dels Premis Nacionals d'Informàtica en la seva vuitena edició ha creat entre d'altres, el Premi Ángela Ruiz Robles a les activitats institucionals, corporatives o individuals que potenciïn l'emprenedoria a l'àrea de les tecnologies de la informació i que estimulin la innovació, la transferència de coneixement, la creació d'ocupació, l'obertura de nous mercats, la rellevància i impacte internacional, etc.